# Røgpuster
Røgpuster bruges ifbm biavl. Røg fra grene og blade er et almindeligt anvendt middel til at drive bierne væk fra honningtavlerne. Bierne tror tilsyneladende, at deres hjem trues af skovbrand, og fylder sig derfor med honning for at tage forråd med, hvis de skal forlade boet. Når de har fyldt honningmave, kan de ikke krumme sig så meget sammen og stikke.
En røgpuster består af et forbrændingsrum og en blæsebælg til at puste røgen ud med. 